# Kapelln (Dolna Austria)
Kapelln – gmina targowa w Austrii, w kraju związkowym Dolna Austria, w powiecie St. Pölten-Land. Według Austriackiego Urzędu Statystycznego liczyła 1 378 mieszkańców (1 stycznia 2014).